# Leptotarsus (Longurio) ganocephalus
Leptotarsus (Longurio) ganocephalus is een tweevleugelige uit de familie langpootmuggen (Tipulidae). De soort komt voor in het Afrotropisch gebied.